# Francisco Moradillo

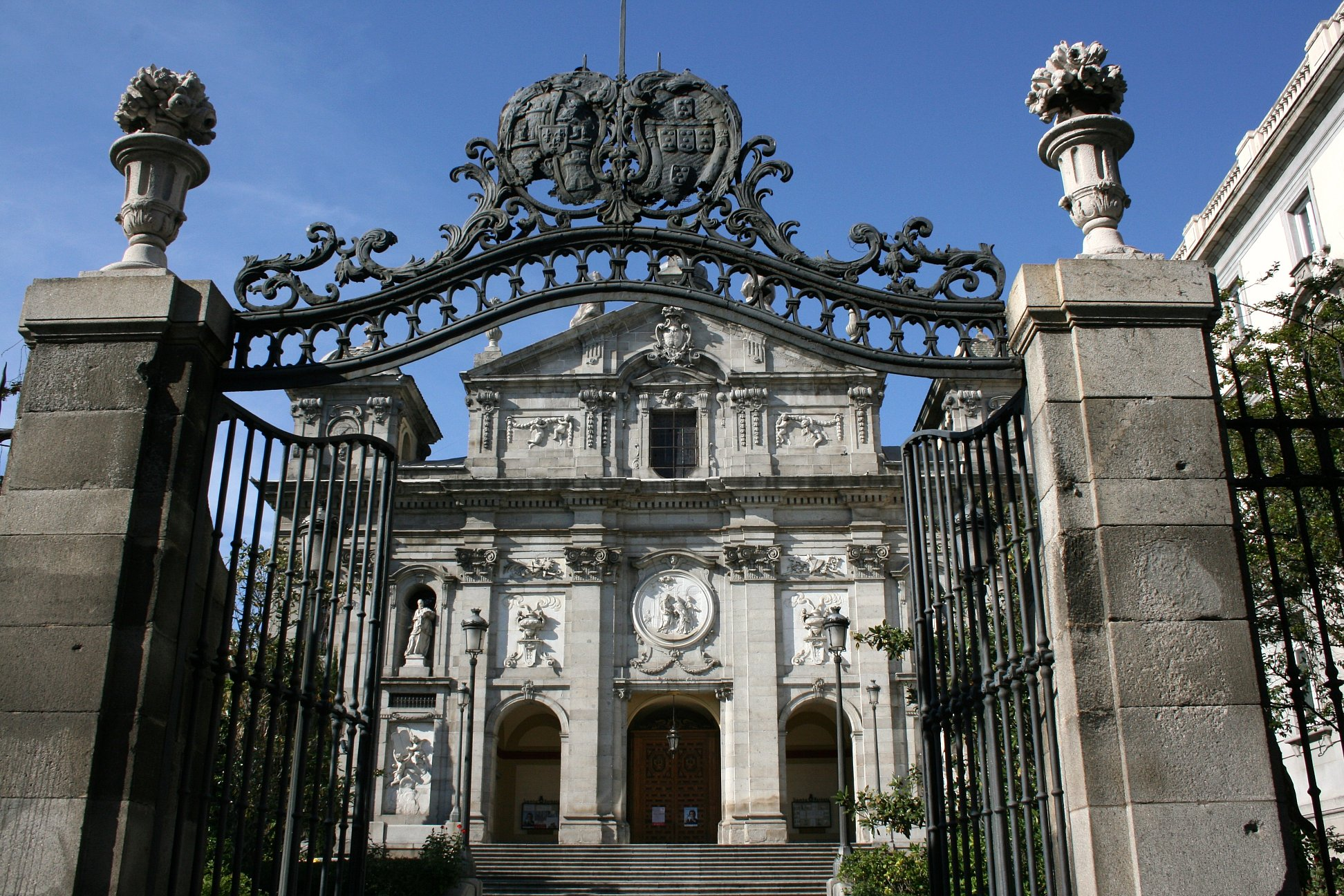
Fachada de la iglesia del Convento de las Salesas Reales, en Madrid.

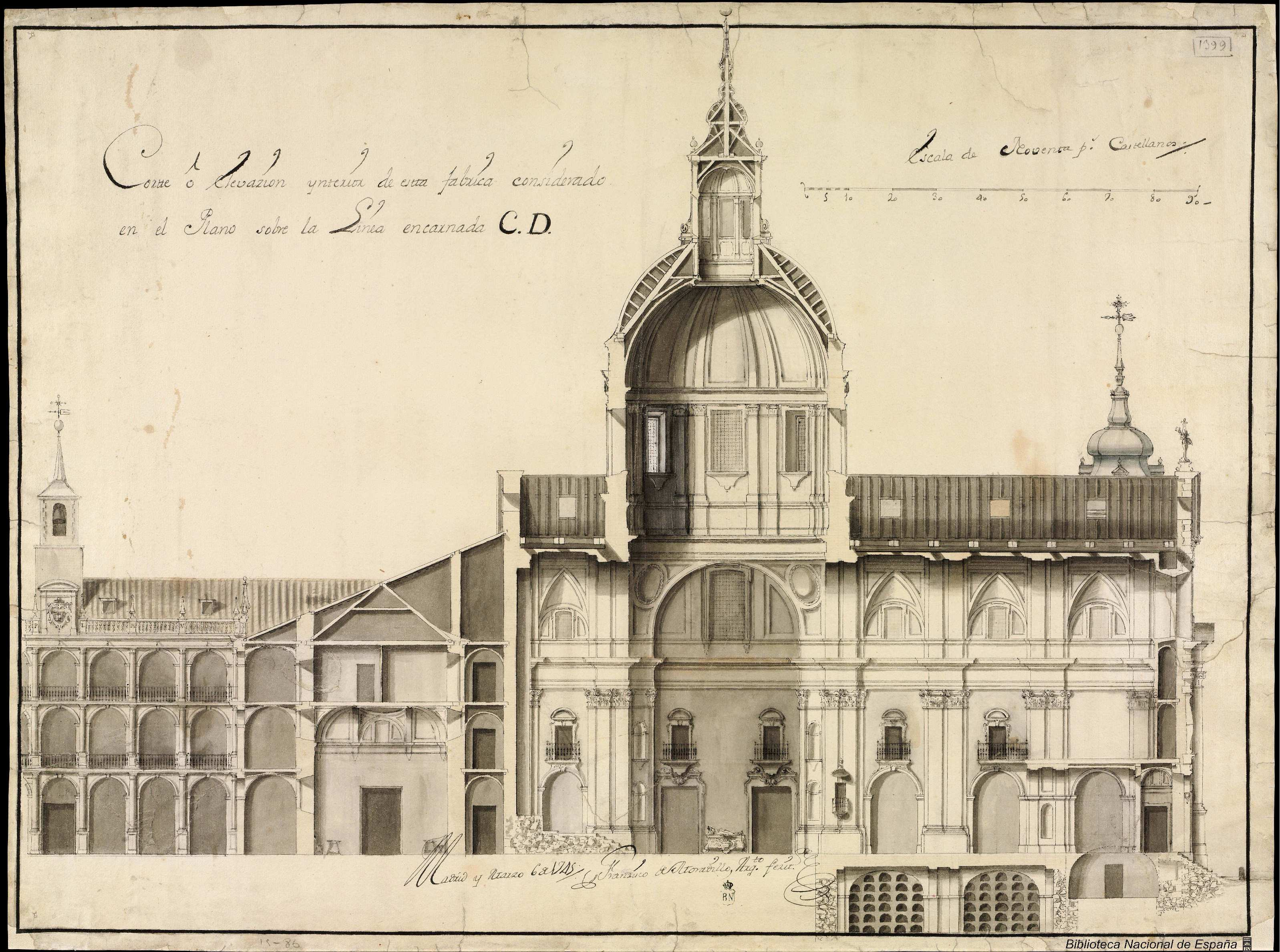
Proyecto para la iglesia del Colegio Mayor de San Ildefonso de Alcalá de Henares, 1745, Dibujo a pluma, pincel, compás, tinta negra, aguadas azules, y grises sobre papel amarillento verjurado. Biblioteca Nacional de España.

Francisco Moradillo (ca. 1720-1784) fue un arquitecto español activo en Madrid durante la segunda mitad del siglo XVIII. 

## Biografía
Su formación inicial permite relacionarlo con Pedro de Ribera, con el que tuvo ocasión de trabajar en la obra del Cuartel del Conde-Duque y la iglesia de San Cayetano, pero su casticismo hispano sufrirá una profunda transformación al recibir la influencia de los arquitectos italianos activos en Madrid. Otra influencia en su obra es la de Teodoro Ardemans, como puede apreciarse en su temprano diseño para la capilla de la Universidad de Alcalá de Henares (iglesia del Colegio Mayor de San Ildefonso) fechado en 1745, proyecto nunca construido. Solo un año después se encargó de la realización de la sacristía de los Caballeros, en el convento de las Comendadoras de Santiago de Madrid, empleando ya un lenguaje de armonioso barroco clasicista enteramente italiano, evidenciando el conocimiento de la obra de Filippo Juvara en el Palacio Nuevo, en cuyas obras también tuvo ocasión de participar.
En 1750 se hizo cargo como aparejador de las obras del convento de las Salesas Reales de Madrid, proyectado por el arquitecto francés François Carlier. En esta obra, realizada entre 1750 y 1757, introdujo notables modificaciones sobre el plano de Carlier, añadiendo un segundo cuerpo y las torres que flanquean la fachada, simplificando el proyecto original en planta y rompiendo con el anhelo decorativo en las zonas de cuya proyección se encargó, incluyendo la cúpula sobre pechinas y linterna. 
Al mismo tiempo se encargó de la Puerta de Hierro en el camino de El Pardo, tras cercarse el monte como coto cerrado en 1751, construcción de esbelto orden dórico con decoración esculpida por Juan Domingo Olivieri. Nombrado arquitecto del rey en 1754, en 1761 se encargó de la conclusión de la iglesia de San Cayetano de Madrid, proyectada por Pedro de Ribera, imprimiendo un sello más clasicista a lo que, en opinión de Antonio Bonet Correa, de haberse respetado los dibujos originales hubiera sido el «edificio barroco más bello de Madrid».